# Floßhafen (Heilbronn)

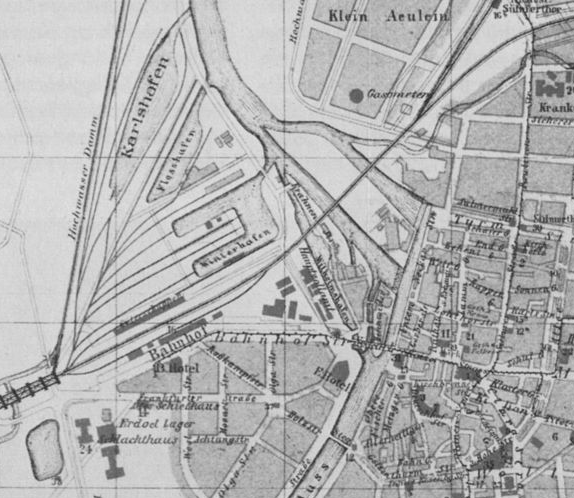
Die Heilbronner Häfen (ohne Salzhafen) im Jahr 1903

Der Floßhafen war ein Hafen am Neckar in Heilbronn. Er wurde in den 1860er Jahren für den Holzumschlag und die Ansiedlung von Werften angelegt und war 440 Meter lang und 70 Meter breit. Der Hafen wurde im Zuge der Neckarkanalisierung der 1930er Jahre zugeschüttet. An seiner Stelle befindet sich heute das Areal für die Bundesgartenschau 2019 und das gleichzeitig entstehende Wohnquartier Neckarbogen. Im Zuge der Umgestaltung wurden auf dem Gelände zwei Seen angelegt, die den Namen „Karlssee“ und „Floßhafen“ erhielten und so an die ursprüngliche Nutzung erinnern sollen.

## Geschichte

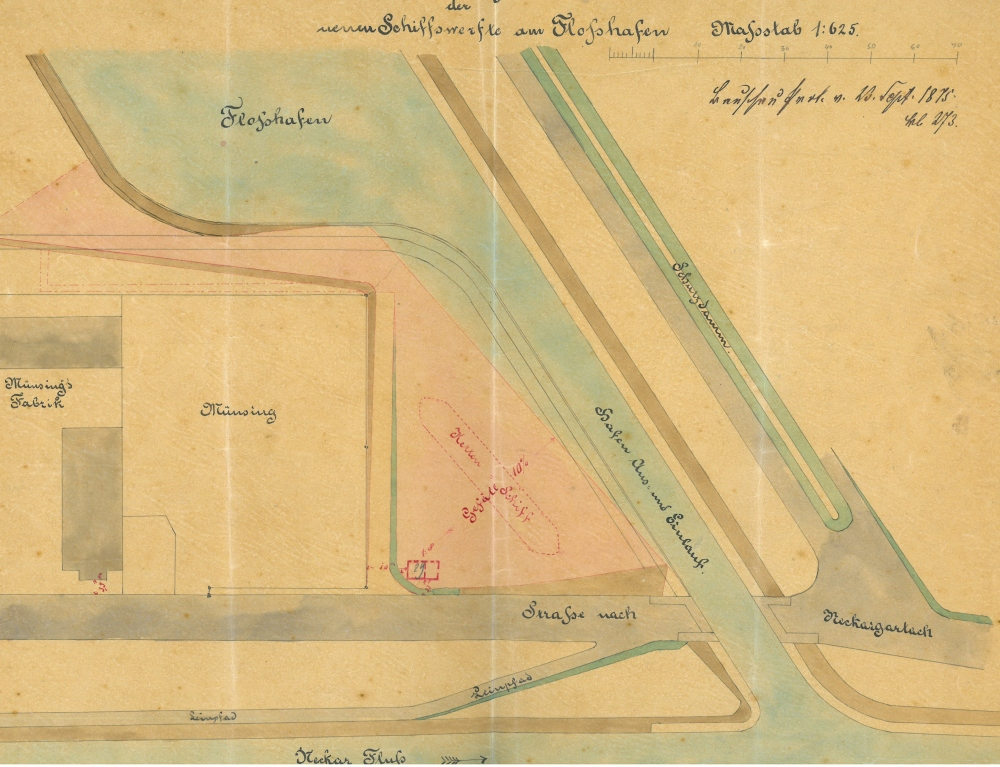
Plan der Einfahrt zum Floßhafen und der Werft (1875)

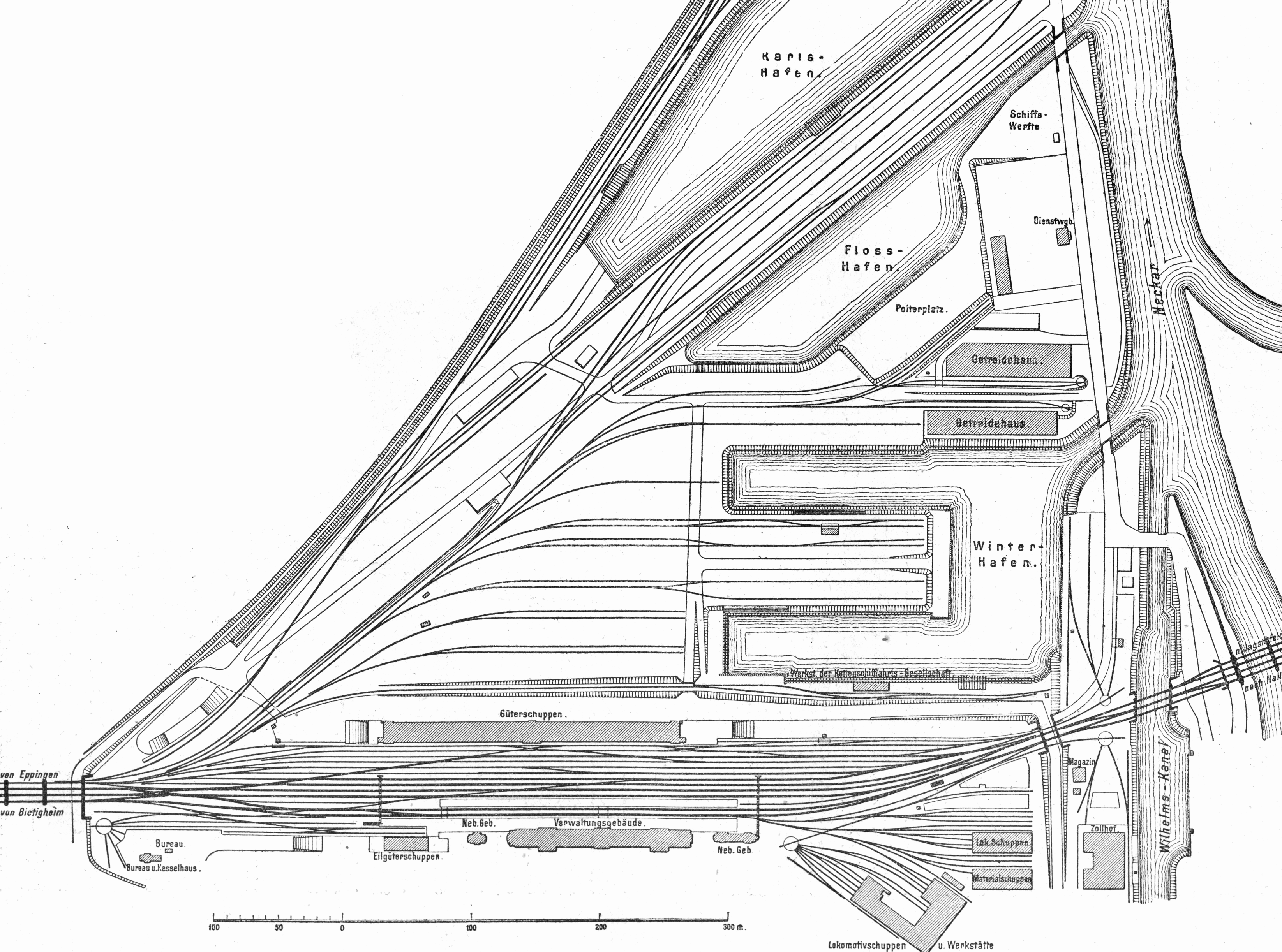
Hafenanlagen mit Gleisanschlüssen (1895)

Nachdem 1333 in Folge des Neckarprivilegs der Hauptarm des Neckars entlang der Stadtmauer Heilbronns umgeleitet und mit Wehren und Mühlen versehen worden war, war Schifffahrt auf dem Neckar stromaufwärts vom Rhein her nur bis Heilbronn möglich, wo alle Waren umgeladen werden mussten und die Stadt durch ihr Stapelrecht am Warenumschlag verdiente. Nur Flößer konnten Heilbronn noch ungehindert auf dem Wasserweg über eine Floßgasse durch die Wehre passieren. Der obere Neckar zwischen Heilbronn und Stuttgart wurde im 18. Jahrhundert schiffbar gemacht, doch bestand bei Heilbronn weiterhin keine Passage für Schiffe. Eine solche wurde erst 1821 mit dem – auch als Hafen genutzten – Wilhelmskanal geschaffen. 1848 wurde außerdem in der Nähe der erste Bahnhof Heilbronns errichtet. Im Zuge der Industrialisierung folgte mit dem Winterhafen 1858 ein weiterer Hafenbau. Dieser reichte bald nicht mehr aus. 1875 wurde daher der Floßhafen ausgehoben und befestigt, 1885/1886 der Salzhafen beim Heilbronner Salzbergwerk, 1888 der Carlshafen. 1897 wurde der Winterhafen erweitert. 1922/1923 folgte der Osthafen.
Bis 1870 hatte die Stadt Heilbronn das Recht, Abgaben und Zölle für die Passage der Neckarflöße zu erheben. Die 285 Meter langen und 7,5 Meter breiten Flöße fuhren auf ihrem Weg nach Mannheim, wo sie zu den großen Rheinflößen zusammengebunden wurden, durch die Mühlkanäle und die Floßgasse. Nachdem aber immer mehr Holz per Eisenbahn aus dem Schwarzwald nach Heilbronn transportiert wurde, um dort erst in Flöße eingebunden zu werden, mussten geeignete Anlagen geschaffen werden, wo die Stämme gelagert und die Flöße zusammengebaut werden konnten. Dies wurde zunächst im Winterhafen erledigt, der aber nur eine Notlösung darstellen konnte. Schon 1857 wandten sich holländische Holzhändler an die Stadt mit der Bitte, einen neuen Kanal zum Einbinden von Floßholz anzulegen. Dies wurde zunächst durch die württembergische Regierung abgelehnt, weil Kollisionen mit der Planung der Bahnlinie nach Schwäbisch Hall befürchtet wurden. Diese Bahnlinie ging 1862 in Betrieb; sieben Jahre später war auch der neue Floßhafen angelegt. Er hatte Gleisanschluss, bot viel Platz zur Lagerung der Baumstämme und eine ausreichend große Wasserfläche zum Zusammenbau der Flöße. Den größten Teil des benötigten Baugrundes stellte die Stadt Heilbronn unentgeltlich zur Verfügung. Bauherr und Eigentümer der Anlage war die württembergische Staatseisenbahn.
Mit dem Bau des Floßhafens war auch die Umsiedlung der Bauhardtschen Schiffswerft vom Winterhafen an die Einfahrt des Floßhafens verbunden. Das ehemalige Werftgelände am Winterhafen wurde ab dieser Zeit als Getreidelager genutzt; zu diesem Zweck stellte man dort die alte Bahnsteighalle des ersten Heilbronner Bahnhofs aus dem Jahr 1848 auf, die nach dem Bau des neuen Bahnhofs an ihrem ursprünglichen Standort nicht mehr benötigt wurde. Bauhardt, der schon zuvor eine weitere Werft in Neckarsulm aufgebaut hatte, verlagerte den Schwerpunkt seiner Schiffbauertätigkeit jetzt noch deutlicher dorthin. Er starb 1878; seine Erben konnten die Werft in Heilbronn nicht lange weiterführen. 1884 übernahm der Eberbacher Schiffsbauer Gottfried Seibert den Betrieb. Nachdem er ohne männliche Nachkommen gestorben war, zog sein Verwandter Albert Seibert mit seinen Söhnen Otto und Robert nach Heilbronn. Diese Brüder stellten ab 1899 eiserne statt der bisher üblichen Holzschiffe in Heilbronn her. Ebenso schnell, wie ihr Betrieb in Aufschwung gekommen war, geriet er auch in Konkurs. Ab 1902 führte Robert Seibert die Werft allein und bei deutlich reduziertem Zuschnitt weiter. Von 1930 bis 1937 führte Robert Seiberts Sohn Max den Betrieb, danach dessen Bruder, der wiederum Robert hieß.
Nachdem im 20. Jahrhundert die Kanalisierung des Neckars von Mannheim bis Heilbronn durchgeführt worden war, war zu Beginn der 1930er Jahre ein Teil der alten Hafenanlagen überflüssig geworden und wurde durch den 1935 fertiggestellten Kanalhafen ersetzt. Sowohl der Floß- als auch der Carlshafen wurden daher zugeschüttet, ebenso der westlichste damalige Neckararm, und mit Gewerbe- und Industrieanlagen überbaut. Ein Teil der Zufahrt zum Floßhafen blieb jedoch von dieser Maßnahme ausgenommen, weil dort mit der Seibertschen Werft die einzige Heilbronner Schiffswerft ansässig war. Dieser Teil des Floßhafens war noch bis 1944 nutzbar. Im Zweiten Weltkrieg wurde das Areal von zahlreichen Bomben getroffen. Die Werft am Floßhafen war im Mai 1945 so schwer beschädigt, dass Franz Ganninger junior, der sie nach dem Selbstmord des bisherigen Inhabers Robert Seibert übernehmen wollte, den Antrag stellte, sie auf einen Lagerplatz des Wasser- und Straßenamtes verlegen zu dürfen, womit der Schiffsbau am Heilbronner Floßhafen endgültig der Vergangenheit angehörte.
Nach dem Krieg wurde der Ausbau der Wasserstraße bis Stuttgart durchgeführt. Von den Vorkriegs-Hafenanlagen blieben der Salzhafen, der Osthafen und der Kanalhafen erhalten. Der Hafen Heilbronn ist (Stand 2010) der siebtgrößte Binnenhafen Deutschlands.

## Überreste

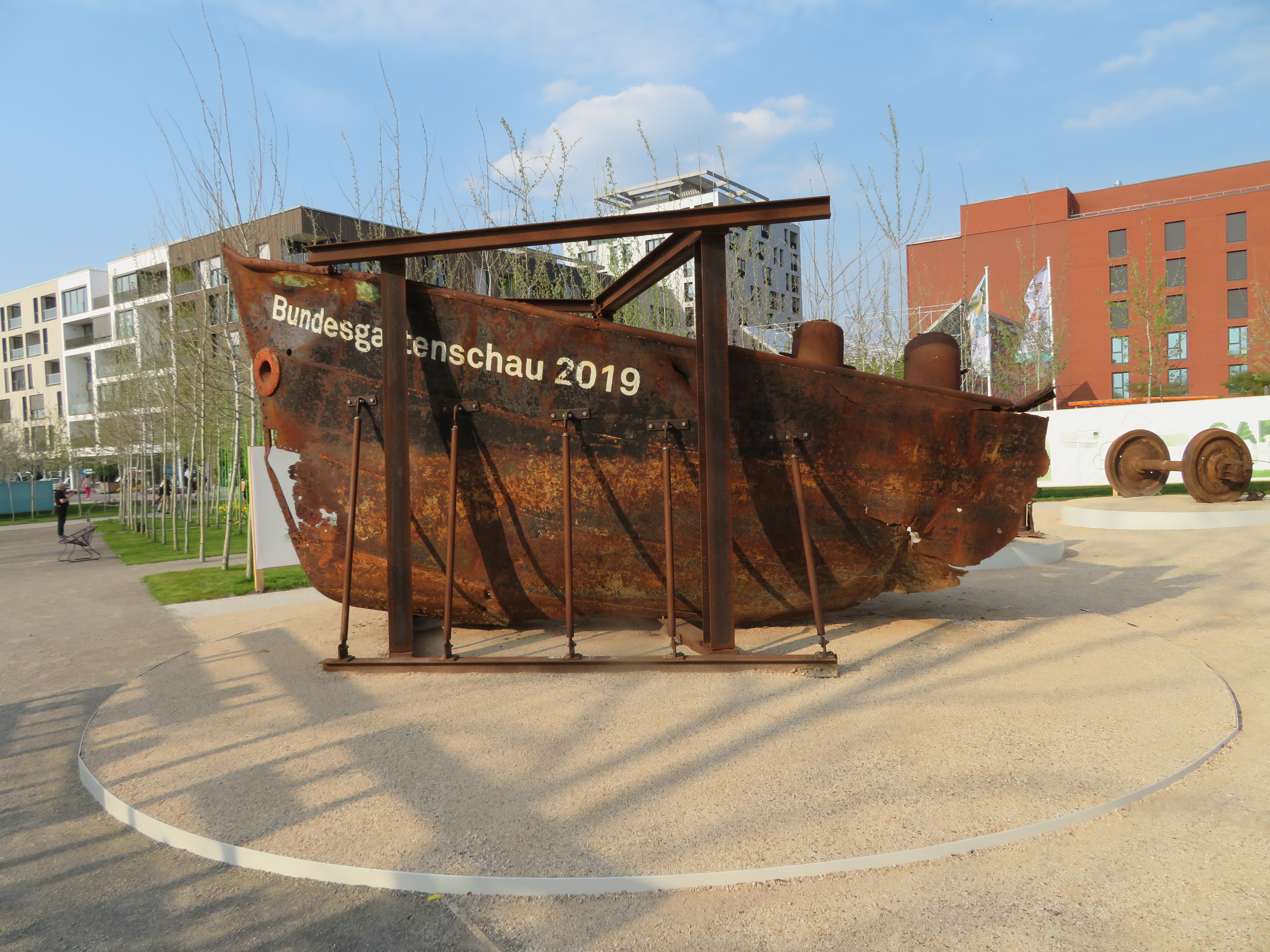
Ein Teil des Schiffsbugs auf der Bundesgartenschau 2019

Bei den Erdarbeiten im Zuge der Umgestaltung des Geländes für die Bundesgartenschau 2019 wurde im Bereich des Floßhafens nicht nur das Mauerwerk der Hafenmauer ausgegraben, sondern auch das Wrack eines etwa 35 Meter langen und 6 Meter breiten Schiffes. Diese Maße entsprechen den Eisenschiffen, die die Gebrüder Seibert am Floßhafen um die Jahrhundertwende gebaut hatten: „Mit der Einführung der Kettenschiffahrt“, schreibt Willi Zimmermann, „[…] vollzog sich seit 1880 erneut eine Umgestaltung des Schiffsparks. Die Pferdekräfte der Dampf-Kettenschlepper, in Verbindung mit den immer mehr verbesserten Flußverhältnissen, ließen den Bau noch größerer Schiffe mit bis zu 175 Tonnen zu. Dieser Schiffstyp aus Holz und Eisen […], mit 35–45 Meter Länge, 4,5–6,0 Meter Breite und 1,20 Meter Tiefgang, blieb, bis im Sommer 1935, nach Fertigstellung des Neckarkanals bis Heilbronn, die ersten 1250-Tonnen-Schiffe in den Heilbronner Hafen einliefen.“
Mit einem solchen Fund war dort nicht gerechnet worden, vielmehr hatte man aufgrund von Aussagen von Zeitzeugen vermutet, dass im einstigen Winterhafen ein versenktes Schiff liegt. Dies sollte allerdings nicht überprüft werden, da wegen der vermuteten brisanten Überreste im Untergrund in diesem Bereich überhaupt nicht gegraben wurde.
Das im Bereich des einstigen Floßhafens in vier Metern Tiefe gefundene Schiffswrack konnte zunächst nicht eingeordnet werden. Erschwerend kam hinzu, dass das Wrack bereits einen Tag nach der Entdeckung gehoben wurde, dabei zerfiel und zum größeren Teil entsorgt wurde. Offenbar war vorher nicht einmal festgestellt worden, ob das Fahrzeug einen Motor hatte oder zum Schleppen vorgesehen war. Zunächst war noch angekündigt worden, dass das aus Stahl gebaute, aber stark verrostete Wrack „in den kommenden Wochen“ geborgen werden sollte.
Zwei Teile des Bugs wurden dem Heilbronner Stadtarchiv übergeben. Die Steinsetzung der Kaimauer des alten Floßhafens wurde wenigstens dokumentiert.
Der SWR berichtete im November 2014, es seien abgesehen von den Überresten einer Kanone in unmittelbarer Nähe des Wracks auch noch der Anker und die Ankerkette des Schiffes gefunden worden und es habe sich bei dem Fahrzeug um einen Lastkahn gehandelt. Laut dem SWR wurde das Heck des Schiffes, das nach anderen Berichten ja bereits entsorgt worden sein sollte, noch nicht gefunden. Auf einer Luftaufnahme der Hafenanlagen, die der SWR präsentierte, ist ein Schiff an der Stelle des Fundorts des Wracks im Floßhafen zu sehen. Die Überreste des Schiffs samt seiner 30 Meter langen Ankerkette werden im Rahmen der Bundesgartenschau 2019 ausgestellt.